# Médaillon des deux épées

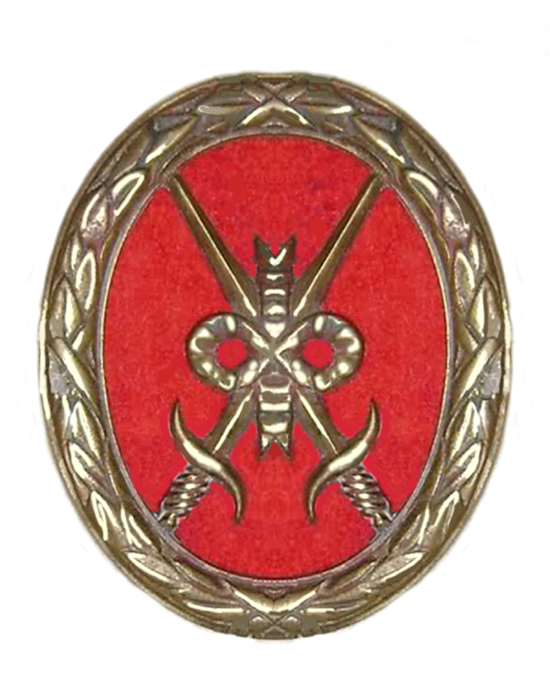
Médaillon des deux épées

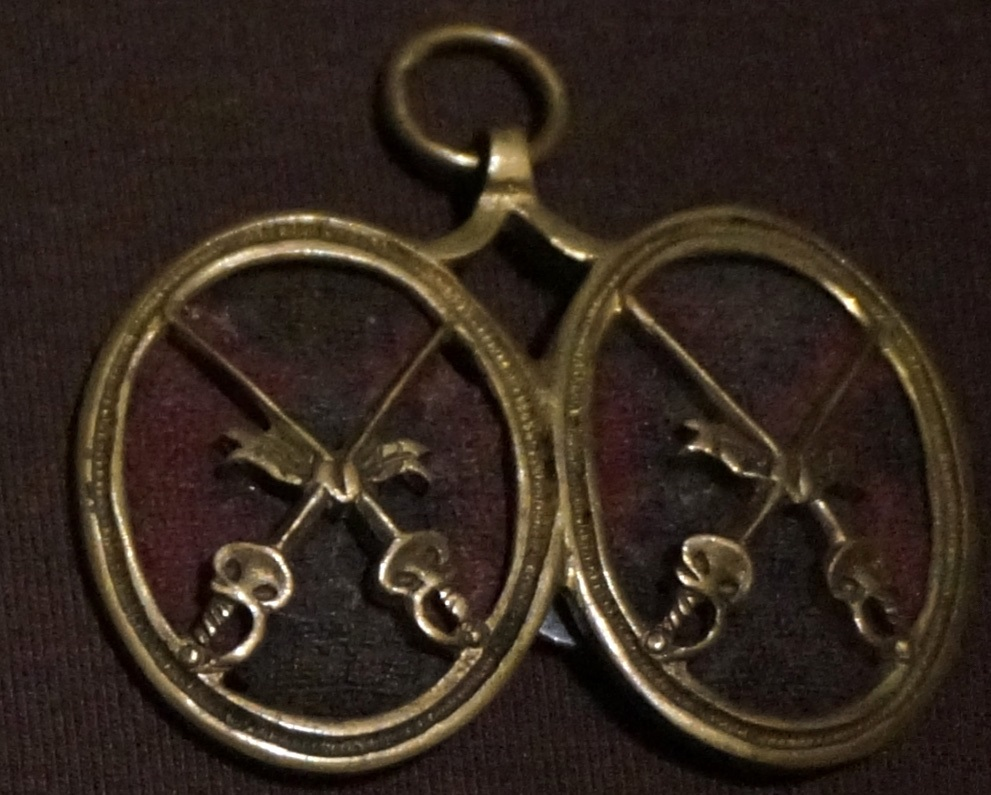
Spätere Ausführung (Doppelverleihung)

Das Zwei-Schwerter-Medaillon (fr. médaillon des deux épées), in Frankreich besser bekannt als Veteranenmedaille (médaillon de vétérance), war eine Auszeichnung für langgediente Unteroffiziere und Soldaten des französischen Heeres. Es war dies die erste militärische Auszeichnung in Frankreich, die auch an Angehörige des Mannschaftsstandes vergeben werden konnte. Offiziere waren von der Verleihung ausgeschlossen, für sie war der Ordre royal et militaire de Saint-Louis bestimmt. König Ludwig XV. schuf die Auszeichnung per Erlass vom 16. April 1771. Die Bestimmungen wurden am 26. Mai 1771 über die königlichen Haustruppen ausgedehnt, am 26. Dezember 1774 ebenso über die Marine.

## Verleihungspraxis

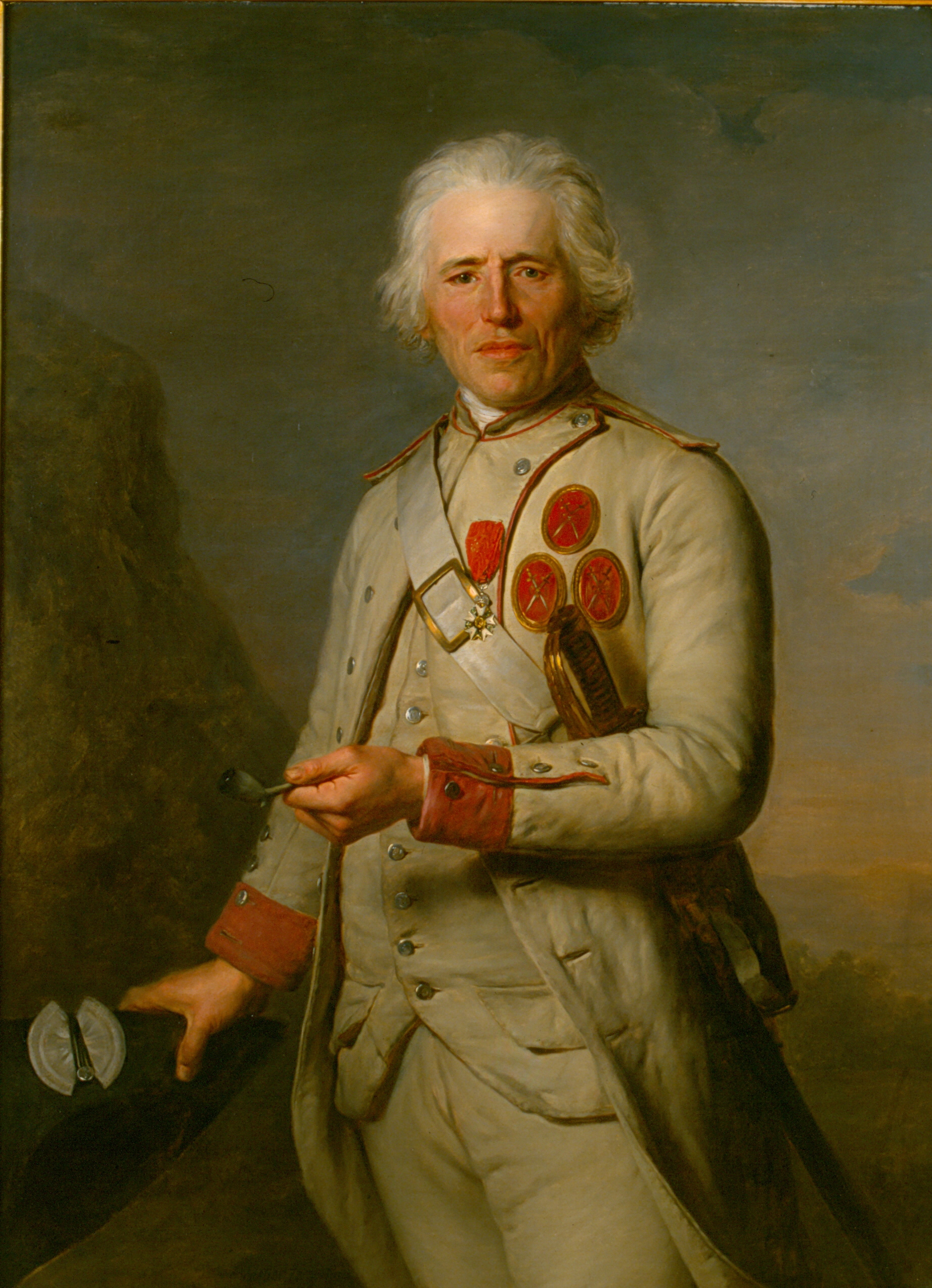
Der französische Veteran Jean Thurel (1699–1807). Auf der Brust die dreifache Veteranenmedaille, dazu in Brustmitte der Orden der Ehrenlegion. (Das Bild zeigt die Veteranenmedaille mit fälschlich nach unten weisenden Klingen!) Gemälde von Antoine Vestier um 1788 (ergänzt um 1804)

Die Verleihung fand jeweils nach 24, 48 und 72 Dienstjahren statt. Der Veteran erneuerte vor versammelter Truppe sein Eid auf den Souverän und schwor zusätzlich, niemals in ausländische Dienste zu treten. Zur Auszeichnung erhielt der Soldat eine offizielle Urkunde. Der inbegriffene Ehrensold betrug bei einem Unteroffizier 5 Sols täglich, bei einem Gemeinen 4 Sols. Dies bedeutete eine merkliche Einkommensverbesserung: Ende des 18. Jahrhunderts bezog bei der Linieninfanterie (Füsiliere) an regulärem Sold ein  Sergent 11 Sous täglich, ein  Caporal 7 1/2 Sols und ein Gemeiner rund 5 1/2 Sols.
Die Verleihung des Zwei-Schwerter-Medaillons war Teil einer Kampagne, mit der die französische Krone versuchte, erfahrene Soldaten nach Ablauf ihrer achtjährigen Dienstzeit bei der Truppe zu halten. Seit Oktober 1771 erhielten Soldaten bei ihrer ersten Dienstzeitverlängerung ( Kapitulation) eine Solderhöhung von täglich 1 Sol, bei der zweiten Dienstzeitverlängerung (nach 16 Jahren) täglich 2 Sols und bei der dritten Dienstzeitverlängerung (nach 24 Jahren) täglich 4 Sols. Die Kapitulanten trugen 1 bis 2 weiße Leinenwinkel auf dem linken Ärmel, bei der dritten Kapitulation erhielten sie das Zwei-Schwerter-Medaillon.
Die dreifache Vergabe des Zwei-Schwerter-Medaillons geschah nur ein einziges Mal, im Jahr 1787, an den damals 89-jährigen Veteranen Jean Thurel (auch Theurel); Thurel wurde 1804 außerdem zum Ritter der Ehrenlegion ernannt.
Im revolutionären Frankreich war seit 1792 die Verleihung an Offiziere erlaubt. Vermutlich mit dem Jahr 1795 endete die offizielle Verleihpraxis.

## Ordensdekoration
Die Ordensdekoration war zunächst eine gesticktes Stoffabzeichen das auf der linken Brustseite der Uniform aufgenäht wurde; später war eine Ansteckplakette aus Metall gebräuchlich. Die Auszeichnung hatte die Form eines roten Ovals, eingefasst von einem goldenen Lorbeerkranz. Den Mittelschild schmückten zwei gekreuzte goldene Schwerter mit nach oben weisenden Klingen; eine goldene Schleife in Form einer liegenden 8 umwand die Kreuzungsstelle der Klingen. Bei der Marine lag zusätzlich ein stehender klarer Goldanker auf.
Während der Revolution ersetzte eine am roten Brustband befestigte Messingplakette die alte Trageweise. Bei zweifacher Auszeichnung wurden beide Medaillons nebeneinander verlötet am selben Brustband getragen.